# Електрически скатове
Електрическите скатове (Torpediniformes) са разред сплеснати хрущялни риби с разширени гръдни перки. Те са известни с това, че са способни да произвеждат електрически заряд, използван за зашеметяване, защита или за ориентиране в околната среда.

## Описание

### Физически характеристики
Електрическите скатове имат дебело и леко закръглено тяло с две големи заоблени гръбначни перки и здрава мускулна опашка с добре развита перка. Телата им са ярко оцветени и повечето видове имат тъмни петна по тях. Кожата им е мека, гладка и напълно гола, без люспи.
Размерите им варират, като максималната дължина принадлежи на атлантическото торпедо, което може да достигне до 1,8 m, при тегло от 90 кг. Останалите видове са малки по размер и достигат до 50 cm.
Муцуната е широка, и голяма при членовете на семейство нарцинови, но намалена при всички други семейства. Устата, ноздрите и петте двойки хрилни прореза се намират под гръдния диск.
Очите им са малки и разположени на върха на главата, заради което имат изключително слабо зрение. Съществуват 4 вида, които са напълно слепи, но това се компенсира с помощта на други сетива.

### Биоелектричество
Много други видове скатове притежават електрически органи, намиращи се в опашката, електрическите скатове обаче имат два големи бъбрекообразни електрически органа, разположени в основата на гръдните перки, от всяка страна на главата им, през които токът преминава от долната към горната повърхност на тялото. Тези органи се управляват през четири централни нерва от специализиран мозъчен лоб, който е с различен цвят от останалата част на мозъка. Основните нерви се разклоняват многократно, а след това се прикрепват към долната страна на биоакумулатор, който е образуван от шестоъгълни колони и има структура на медена пита. Всяка колона се състои от 140 до 500 хил. желатинови пластинки. При морските риби тези батерии са свързани в паралелна верига, а при сладководните – в последователна (понеже разпространението на електроенергия в прясна вода е по-слабо от това в солена). С помощта на тези батерии един електрически скат може да произведе ток до 30 A и напрежение от 8 до 220 V в зависимост от вида, и да убие сравнително голяма плячка. Например, атлантическото торпедо може да произведе заряд от 220 V, но за повечето видове тази цифра е по-малка от 40 V.

## Разпространение и местообитание
Електрическите скатове са разпространени във водите на Тихия и Атлантическия океан (включително Средиземноморието), както и в тропическите води на Индийския океан. Обитават плитките крайбрежни води на дълбочина не по-голяма от 1000 m, често скрити в пясъка или тинята.
Поради способността им да произвеждат електрически заряд, те имат малко естествени врагове и всички видове се придвижват относително бавно, чрез своите опашки, а не чрез използването на гръдните им перки, както правят другите скатове.

## Класификация
Разредът включва три семейства и 69 вида, групирани в 13 рода. Може би най-известните членове са тези от рода Torpedo.
Разред Електрически скатове
- Семейство Нарцинови (Narcinidae) T.N. Gill, 1862
  - Подсемейство Narcininae Gill, 1862
    - Род Benthobatis Alcock, 1898
    - Род Diplobatis (Bigelow & Schroeder, 1948)
    - Род Discopyge Heckel, 1846
    - Род Нарцини (Narcine) Henle, 1834

  - Подсемейство Narkinae Fowler, 1934
    - Род Crassinarke Takagi, 1951
    - Род Electrolux Heemstra, 2007
    - Род Heteronarce Regan, 1921
    - Род Нарки (Narke) Kaup, 1826
    - Род Темери (Temera) J.E. Gray, 1831
    - Род Тифлонарки (Typhlonarke) Waite, 1909
- Семейство Hypnidae T.N. Gill, 1862
  - Подсемейство Hypninae Gill, 1862
    - Род Hypnos A.H.A. Duméril, 1852
- Семейство Торпедови (Torpedinidae) Henle, 1834
  - Подсемейство Torpedininae Bonaparte, 1838
    - Род Tetronarce T.N. Gill, 1862
    - Род Торпеда (Torpedo) Houttuyn, 1764

## Хранене
Хранят се с дребни риби и безгръбначни (многочетинести червеи и ракообразни), които живеят на морското дъното. Те изчакват плячката под пясъчното дъно, използвайки електричеството си, за да я зашеметят и заловят.
Представителите на семейство торпедови (Torpedinidae) се хранят с голяма плячка, която зашеметяват с помощта на електрическите си органи, след което я поглъщат цяла, докато тези от семейство нарцинови (Narcinidae) се специализират в по-малка плячка, която се намира на или под пясъчното дъно. И двете групи използват електричество за самозащита, но не е ясно дали нарциновите скатове използват електрическите си органи при хранене.

## Култура
Електрическите скатове са познати още от древността. Древните гърци ги използвали за да облекчат болката по време на операция или при раждане. Също така римският лекар Скрибониус Ларгус е записал използването на T. torpedo за лечение на главоболие и подагра в „Compositiones Medicae“ през 46 г.